# 杭愛 (清朝)
杭愛（穆麟德轉寫：hanggai；？—1683年），满洲镶白旗人，章佳氏，諡勤襄，清朝政治人物。桑武之孫、古爾嘉琿之子。
顺治年间，杭愛早年出身于禮部筆帖式，后升任吏部主事、吏部郎中。康熙十一年，擔任山西布政使。康熙十二年，任陝西巡撫。三藩之乱，滇蜀煽动，波及秦中。杭爱参理军务，督办粮饷，遣发官兵水陆防护，并安抚夔州、建昌诸路。康熙十九年，任四川巡撫。康熙二十二年卒。谥勤襄。